# Leptothorax tonsuratus
Leptothorax tonsuratus är en myrart som beskrevs av Kempf 1959. Leptothorax tonsuratus ingår i släktet smalmyror, och familjen myror. Inga underarter finns listade i Catalogue of Life.